# 蒙戈 (安哥拉)
蒙戈（葡萄牙語：Mungo），是個位於安哥拉中部的城鎮，由萬博省負責管轄，西鄰拜倫多，面積5,400平方公里，2006年該城鎮人口30,489，人口密度每平方公里6人。